# Farkas György (filmrendező)
Farkas György (Kolozsvár, 1975. október 1. –) Magyar Arany Érdemkereszttel kitüntetett rendező, szerkesztő, operatőr, producer.

## Élete és munkássága
Farkas Mária közgazdász és Farkas György vegyész gyermeke. Iskolai tanulmányait Kolozsváron végezte 2014-ben a Báthory István Elméleti Líceumban.
A Kolozsvári Rádió magyar adásában ifjúsági műsorok szerkesztője 1990-1993 között.
Operatőrként 1997-ben végzett a Színház- és Filmművészeti Egyetemen. A Duna Televízió rendezője 1993-2003 között, főrendező Marosi Barna hírigazgatósága alatt. 
2004-ben megalapította a FILM.DOK dokumentumfilm-fesztivált Székelyföldön, amelynek igazgatója volt 2012-ig. 2006-tól hat évig a Budapesti Kommunikációs Főiskola kommunikációs trénere.
2010-től független rendező-producerként dolgozik.

## Filmjei

### Dokumentumfilmek
- A cigányokat nem lehet kisorsolni, 1997, 14 perc, SZFE-vizsgafilm - rendező-operatőr[4]
- Mert elvitték a keresztet, SZFE-vizsgafilm - rendező
- A munkásosztály a francba megy, Kapu Film  - operatőr
- Megörökített történetek, Magyar Televízió - rendező
- A kémfőnök Becsülete, 2002 Duna Tv - rendező-operatőr
- A vártemplom papja, 2003 - Duna Tv - rendező - youtubon
- Az utolsó magyar,  rendező
- Nagy kerek erdő – 2002, rendező
- Csángómese, 2004 - rendező
- Apám Másik élete, 2010 -  rendező
- Keletről jött emberek, a Kunok, 2014 - rendező
- A rendtartó Székelyek, 2015 – rendező
- Magyarországtól északra, 2016 – rendező
- Nagy Imre Snagovban, 2017 – rendező
- Erdély arcai és harcai, 2023 - rendező
- Rákóczi Szövetség története, 2024 - rendező

### Animáció
- Európai népmesék a láda fiában, 15 rész - 2007 Producer

### Kisjátékfilmek
- Gheamghiu SzFE rendező / operatőr
- Üvegfúvó SzFE.- rendező / operatőr
- Látom az életem… SzFF - rendező / operatőr
- Kardot loptam – Duna Tv. - rendező / operatőr
- A kisherceg – Duna Tv. - rendező
- Vérvonal Balázs Béla Stúdió - rendező
- Natúr úr kalandjai  2007 operatőr
- Szemben – 2017 – rendező
- Nélküled – 2018 – Rendező
- Mostmár jöhetsz… – 2019 – rendező
- Szemfedő – 2022 – rendező

### Ismeretterjesztő filmek
- "Egy szál ember vagyok..." – 2002,  rendező
- Kisbaconi elégia – 2002, rendező, forgatókönyvíró
- Máramaros – 2009, rendező
- Holográfia - Kép a tértben, tér a képben – 2009,  producer
- Nanotechnológia  - 2009, rendező
- Fény – 2007 , rendező
- Domokos Pál Péter – 2001, rendező
- A román fejedelem magyar festője – 2003, rendező
- Mesél a fény – 2003, rendező/operatőr
- Rendtartó székelyek – 2003, rendező
- Egy kastély anatómiája - rendező, 2001
- Herend – rendező, 2016
- Égbe temetett tábornok, Bem Apó – 2016 -rendező
- Miért éppen Kolozsvár? Gulág árnyéka… 2017 – rendező/producer
- A székelyek érdeke – 2018 - szerkesztő
- Kerülj képbe – 2018 – rendező
- Bunyevácok, a déli népcsoport – 2018
- Mátyás arcai – 2019 – rendező
- Kortárs Székely Építészet – 2019 – rendező
- Világháló/védőháló – 2020 - rendező
- Mi az autonómia – 2020 – rendező
- „Angyaltollat keresni mentem” – Nagy László – MMA-portré - 2020 – rendező
- Halzl József portréfilm – 2023 - rendező

## Fesztiválok
Film.dok - dokumentumfilm fesztivál
Mementó - történelmi filmek fesztiválja 